# Grypocentrus dubius
Grypocentrus dubius är en stekelart som beskrevs av Carl Gustav Alexander Brischke 1878. Grypocentrus dubius ingår i släktet Grypocentrus och familjen brokparasitsteklar. Inga underarter finns listade i Catalogue of Life.